# 熱海站
熱海站（日语：〔〕／ Atami eki */?）是位於日本静岡縣熱海市田原本町，屬於東日本旅客鐵道（JR東日本）與東海旅客鐵道（JR東海）的鐵路車站。
此站很接近國際知名的熱海温泉。車站的在來線部分為JR東日本管理，新幹線部分為JR東海管理，出入口則由JR東日本負責。本站為兩家JR的在來線交界站，東海道本線鐵軌東側為JR東日本、西側為JR東海負責管轄，故在本站可以感受到運轉形態上的變化，跨兩家JR路線行駛的列車會在此站交接司機員及車掌。伊東線則由JR東日本管轄。在1987年國鐵分割民營化之後，仍有不少跨兩家JR管轄路線直通運行的普通車班次，但在2004年10月16日時刻表修改之後，僅少數班次才會直通運行。因此除了往來伊東線的班次，JR東日本與JR東海的在來線列車各自以此站為起訖站，乘客需在此站轉乘。
自上野東京線於2015年3月14日通車後，上行的列車大幅延長至宇都宮、高崎等站。每天更有一車次（每日18時53分）的普通列車是由本站開出，以267.9公里以外的黑磯站為終點站。來往熱海至黑磯的車次是目前上野東京線行駛距離最長的車次，行車時間約4小時46分鐘，貫穿靜岡、神奈川、東京、埼玉、茨城（古河站位於茨城縣古河市）及栃木一都五縣。此車次已於之後的時刻表改正後取消。

## 概要
本站是靜岡縣東部溫泉街熱海市的代表車站。本站的在來線所屬線為東海道本線。而本站是JR東海發售的「休日乗り放題きっぷ」東海道線最東端，也是JR東日本發售的三連休東日本·函館通票、週末通票的東海道線最西端。
從東京方向出發，此站是進入靜岡縣的第一座車站。本站為JR東日本及JR東海的共同使用站，新幹線站區由JR東海新幹線鐵道事業本部管理，在來線站區由JR東日本橫濱支社管理、實施站務。
本站始發列車直通上野東京線、宇都宮線，並有部分班次經東京直通至黑磯。由於是兩家JR的在來線交界站，本站東海道本線以東（東京方向）與伊東線屬JR東日本管轄，本站東海道本線以西（靜岡方向）屬JR東海管轄。鐵道資產交界則是在站外丹那隧道東側坑口的來宮站上行號誌機（來宮站西北）。
由於JR東日本在此站設有熱海運輸區，是該公司的運行據點之一，因此所有客運列車全部停站，但在2009年（平成21年）3月14日改點起，臨時列車「月光長良號列車」改為（運轉停車）（不上下客）。除了特急列車與部分普通列車（早晨傍晚沼津站起迄列車與伊東線直通列車等），多數列車在本站轉換運行系統。
JR東海管轄的新幹線停靠各站停車的「回聲號」，以及「光號」的東京 - 岡山兩往返班次、上行廣島往東京一班次、下行東京往新大阪一班次。
雖然東海道本線以本站為兩公司分界，但兩公司路線都稱為「東海道線」。
站內設有JR東日本IC卡「Suica」/JR東海IC卡「TOICA」的自動驗票閘門（自函南方向出站需使用TOICA區域出站專用的水色IC驗票閘門）。雖然Suica與TOICA已開放互通，但在2021年3月12日以前，本站還不屬於TOICA使用範圍，乘客無法使用IC卡跨越Suica區域與TOICA區域，因此要從本站前往JR東海函南站方向不能使用IC卡乘車，需另外購票。2021年3月13日起，本站劃入TOICA使用範圍，因此可使用IC卡搭乘本站起訖往函南方向班次。但除了定期券外，仍然無法使用IC卡跨越本站乘車。熱海站的事務管碼為▲460131。但部分鐵路公司使用▲440131。

## 歷史

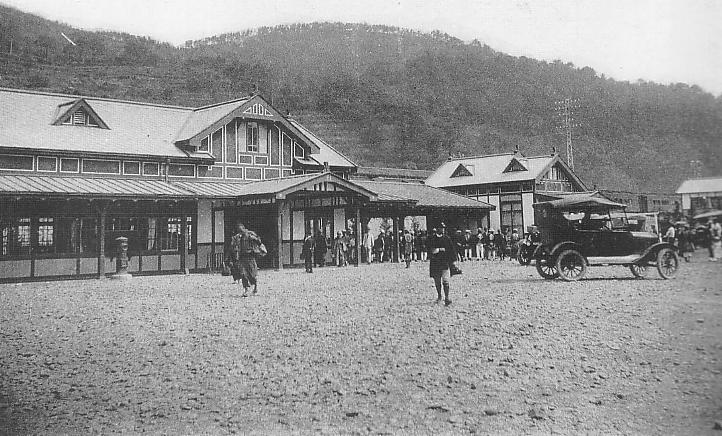
戰前的熱海站

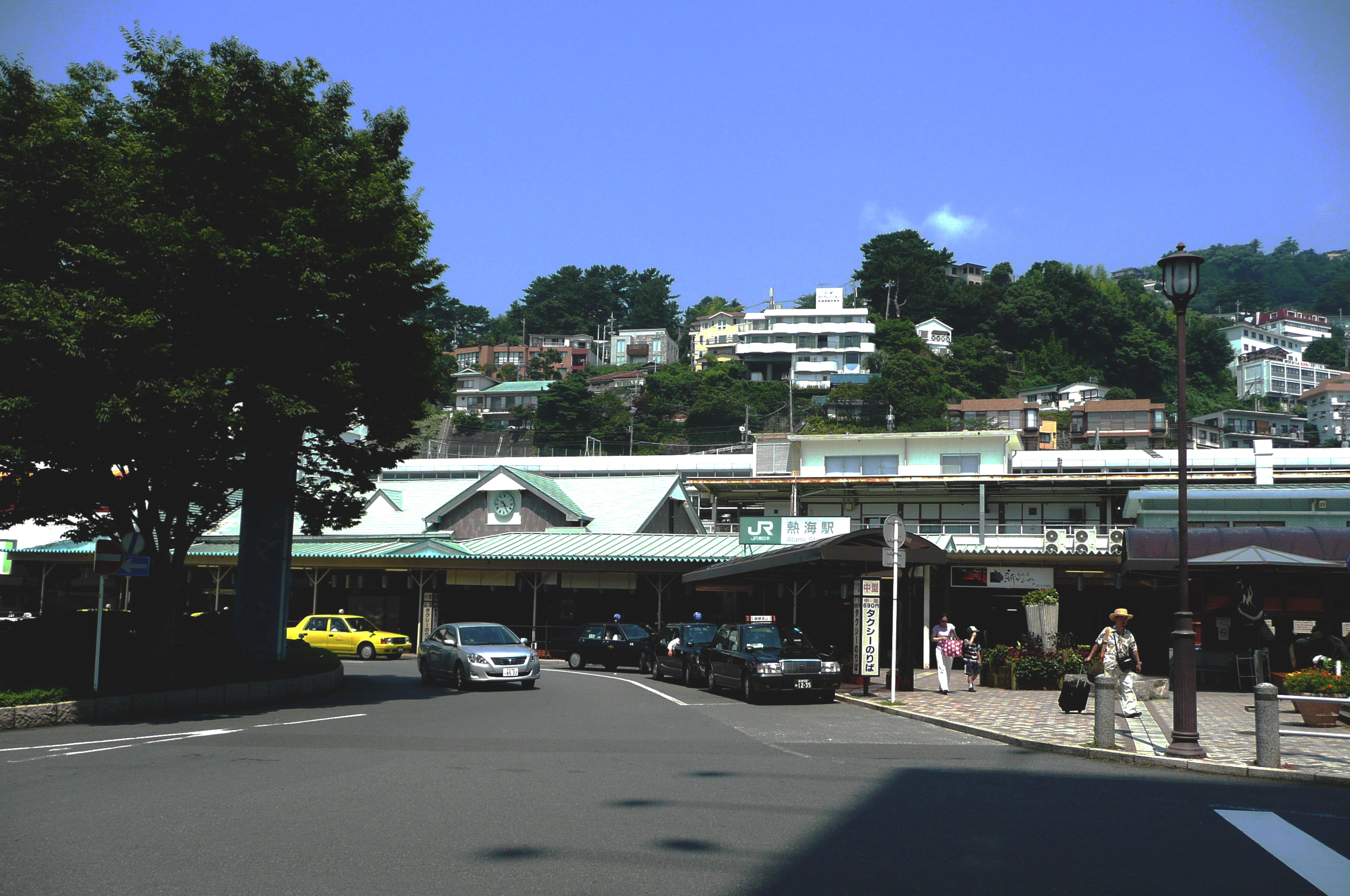
熱海站舊站房（2010年7月）

熱海站在1925年（大正14年）3月開業。當時是以國府津站為起點的熱海線終點站。1934年（昭和9年）12月站本站往西至沼津的區間通車後，本站成為東海道本線的中間站。伊東線於翌年1935年（昭和1964年（昭和39年）10月10年）3月延伸本站。東海道新幹線的熱海站是新幹線通車時的12座車站之一。1987年4月國鐵分割民營化後，本站成為JR東日本與JR東海的車站。
東海道本線最初缺乏貫通小田原 - 熱海 - 三島山岳地帶的隧道開鑿技術，之後建設御殿場線作為替代路線。小田原與熱海之間的交通則由國府津站的小田原電氣鐵道路面電車進入小田原市區，再由豆相人車鐵道→熱海鐵道→大日本軌道→熱海軌道組合的人車軌道、輕便鐵道連通熱海。之後，御殿場線受限於坡度無法增強輸送力，加上隧道開鑿技術的進展，重新規劃經熱海的鐵道路線。1925年（大正14年），至熱海站的熱海線通車，路面電車與輕便鐵道全廢。1934年（昭和9年），丹那隧道開通，熱海線成為東海道本線一部份。
新幹線月台門在1974年（昭和49年）設置，是日本最早設置的車站。之後因設備老化，上行月台於2011年12月、下行月台於2012年7月陸續更新。

### 站房改建與站前整備
舊車站大樓「熱海LUSCA」於2010年3月31日關閉，同年7月至11月進行拆除工程。2011年7月下旬，正式開始站前廣場、臨時站房設置工程。
付費區外的觀光資訊處（熱海Concierge）與FM熱海湯河原衛星錄音室在2011年12月1日進駐臨時站房。每週六日進行公開錄音。
2014年8月30，公布以溫泉地為靈感的站房設計，外牆使用藍白兩色象徵漣漪，並以茶色外框圍住巨大窗戶呈現拉門意象。
舊巴士總站所在的東側改為雙層構造，上層是巴士總站，下層是計程車等候區。一般車與計程車共用圓環所在的西側改為一般車用圓環（縣道103號熱海停車場線）
站前廣場在2014年1月撤除設有足湯的間歇泉，並將蒸汽機車移往站前西端。之後足湯於2014年12月20日重新開放。JR東日本的保養所改建為停車場。
伊東線月台看板原先與東海道線一樣使用■橘色，之後隨著站房改建工程陸續更換成■綠色（各站車資表與「JR東日本APP」一直使用綠色代表伊東線）。

### 年表

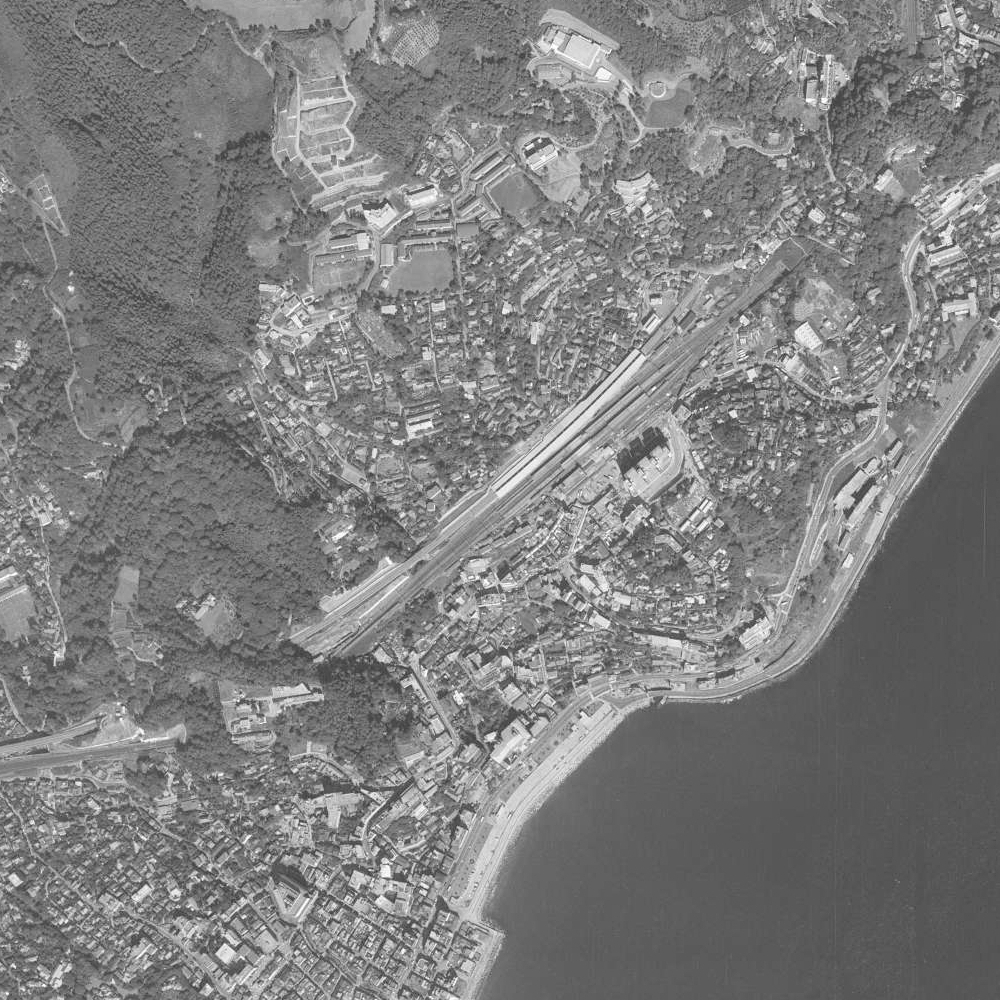
熱海站周邊黑白空拍照（1967年10月）

- 1895年（明治27年）：至吉濱（現湯河原町內）的豆相人車鐵道開通（翌年延伸至小田原）。
- 1907年（明治40年）：豆相人車鐵道改名熱海鐵道，小田原 - 熱海開始投入蒸汽機車。
- 1923年（大正12年）9月1日：因關東大地震，由熱海鐵道改名的熱海軌道組合線停駛（之後廢止）。
- 1925年（大正14年）3月25日：鐵道省（日本國有鐵道前身組織）熱海站開業（熱海線湯河原 - 熱海通車）。
- 1934年（昭和9年）12月1日：熱海 - 沼津區間開通，熱海線編入東海道本線。
- 1935年（昭和10年）3月30日：伊東線熱海 - 網代區間開通。
- 1964年（昭和39年）10月1日：東海道新幹線開業，本站為停車站。
- 1966年（昭和41年）9月1日：貨物處理業務廢止。
- 1974年（昭和49年）：新幹線月台設置可動式月台門，為日本首例。
- 1986年（昭和61年）11月1日：行李處理業務廢止。
- 1987年（昭和62年）4月1日：國鐵分割民營化，東海道本線（東京方向）、伊東線屬東日本旅客鐵道（JR東日本），東海道本線（靜岡方向）、東海道新幹線屬東海旅客鐵道（JR東海）。站務方面，在來線由東日本旅客鐵道（JR東日本）管理，東海道新幹線由東海旅客鐵道（JR東海）管理。
- 1997年（平成9年）：車站整修，新幹線與在來線轉乘驗票口從兩處（東京方向為出入站兼用、新大阪方向為出站專用）集中為一處。
- 2001年（平成13年）11月18日：JR東日本IC卡「Suica」啟用（僅東京方向）[報道 4]。
- 2004年（平成16年）10月16日：伊東線IC卡「Suica」啟用[報道 5]。
- 2006年（平成18年）：伊東線CTC裝置更新，CTC中心從來宮站移入本站。
- 2010年（平成22年）3月31日：熱海LUSKA關閉。12月下旬拆除完畢。
- 2011年（平成23年）
  - 4月 - 9月：熱海站臨時巴士站啟用（4月1日起）。巴士總站拆除。
  - 11月：臨時站房完成、11月10日部分啟用。（NEWDAYS mini熱海、BECK'S COFFEE SHOP（日语：BECK'S COFFEE SHOP）熱海店）
  - 12月1日：羅多倫咖啡熱海店閉店。熱海観光資訊處遷移。
- 2012年（平成24年）
  - 1月10日：舊羅多倫咖啡熱海店旁的旅客廁所往1號線月台東京方向移動。靜岡縣警（日语：静岡県警）鐵道警察隊（日语：鉄道警察隊）熱海分駐所配合遷移。
  - 2月15日：站前廣場改良工程重開。
  - 8月25日：足湯的投幣式置物櫃停止使用。之後撤除。
- 2013年（平成25年）
  - 3月15日：巴士乘車處與計程車等候區啟用。
  - 12月12日：熱海輕便鐵道（日语：熱海軽便鉄道）7號蒸汽機車遷移作業。
- 2014年（平成26年）10月26日：熱海站新站房、車站大樓改建工程動工式。
- 2015年（平成27年）
  - 3月25日：開業90周年。紀念活動於熱海站臨時站房前舉行。
  - 11月29日：新站房（車站大樓除外）啟用。
- 2016年（平成28年）11月25日]：新車站大樓完成，「LUSCA熱海（日语：ラスカ熱海）」開幕[報道 6]。
- 2019年（平成31年）1月10日：4、5號線月台沼津方向的「熱海蕎麥麵」閉店[8]。
- 2020年（令和2年）9月6日：4、5號線月台東京方向的旅客廁所停止使用[9]。
- 2021年（令和3年）3月13日：本站劃入TOICA使用範圍，開始販售跨越JR東海與JR東日本的IC卡定期券[報道 1][報道 2]。
- 2025年3月25日，熱海站迎來開業的100周年，並在當日舉行紀念典禮[10][11][12][13]。

## 車站結構
JR東日本管轄在來線車站（東海道本線、伊東線），JR東海管轄新幹線車站。站房在1號線側，付費區外設有JR東日本營運的綠色窗口及ATM「VIEW ALTTE」。車站大樓「LUSCA熱海」1樓有觀光資訊處與車站租車營業所等。

### JR東日本
在來線使用側式月台1面1線和島式月台2面4線，共計3面5線的月台。站區內的南側為側式月台，其北側為並列的島式月台。月台編號由側式月台側起依次為1號月台、2號月台直至5號月台。故此，2號月台是下行本線，5號月台是上行本線。
由於本站為JR東日本管理站，JR東海能使用的僅有1線。因此發生天災事故導致誤點時，無法進入本站的沼津方向發出列車可能會提前於沼津站、三島站或東田子之浦站折返。
驗票口僅有一處，付費區有地下道連通各月台。
1號線月台東京方向有立食蕎麥麵、烏龍麵店JTS營運的「爽亭」。
精算所附近有多功能廁所。
站區內有熱海CTC中心（由熱海運輸區管理）。JR東日本東海道本線的東京站 - 湯河原站區間已導入東京圈輸送管理系統（ATOS），而本站、來宮站與伊東線的運行管理、路線控制則由熱海CTC中心負責。

#### 月台配置

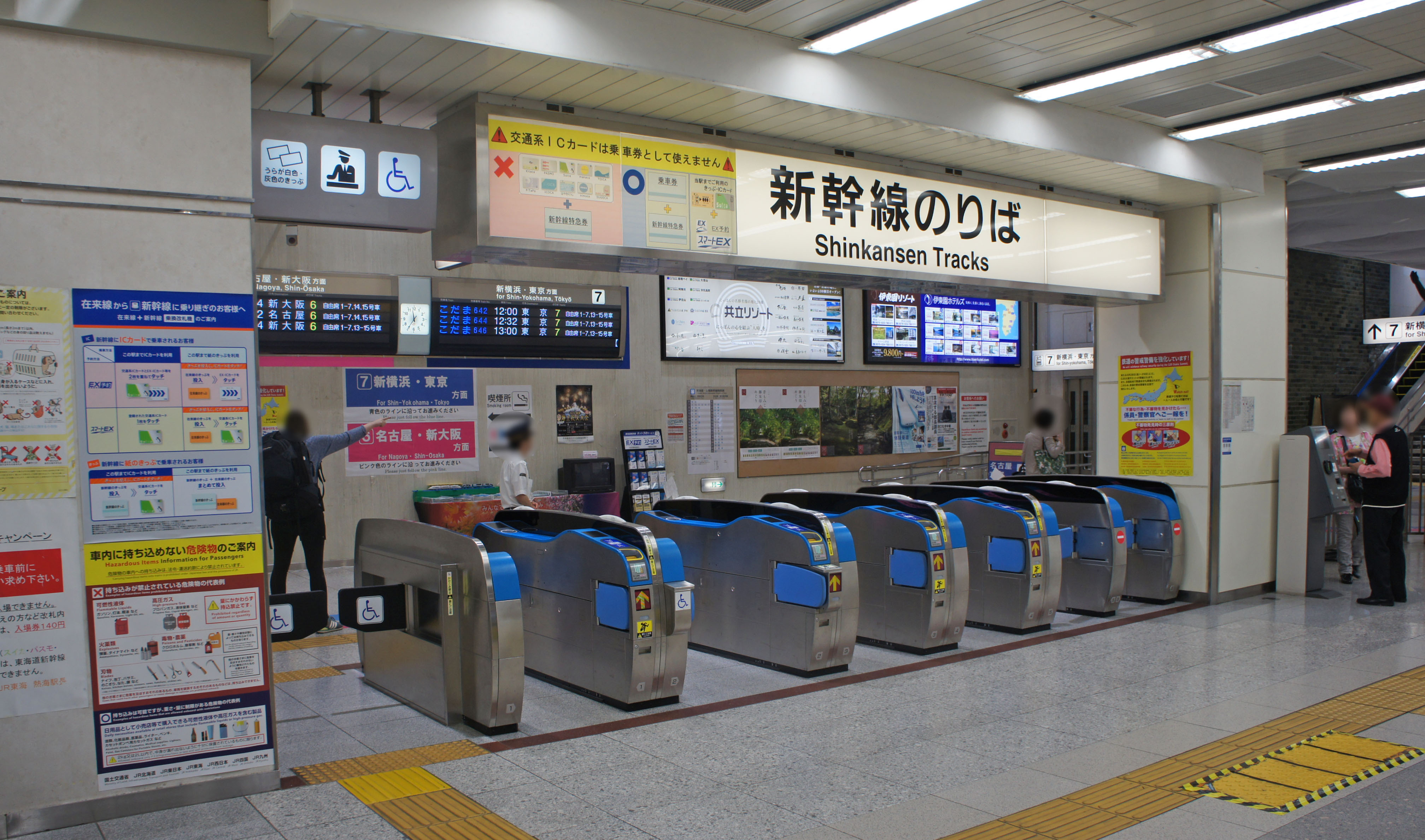
新幹線轉乘閘口
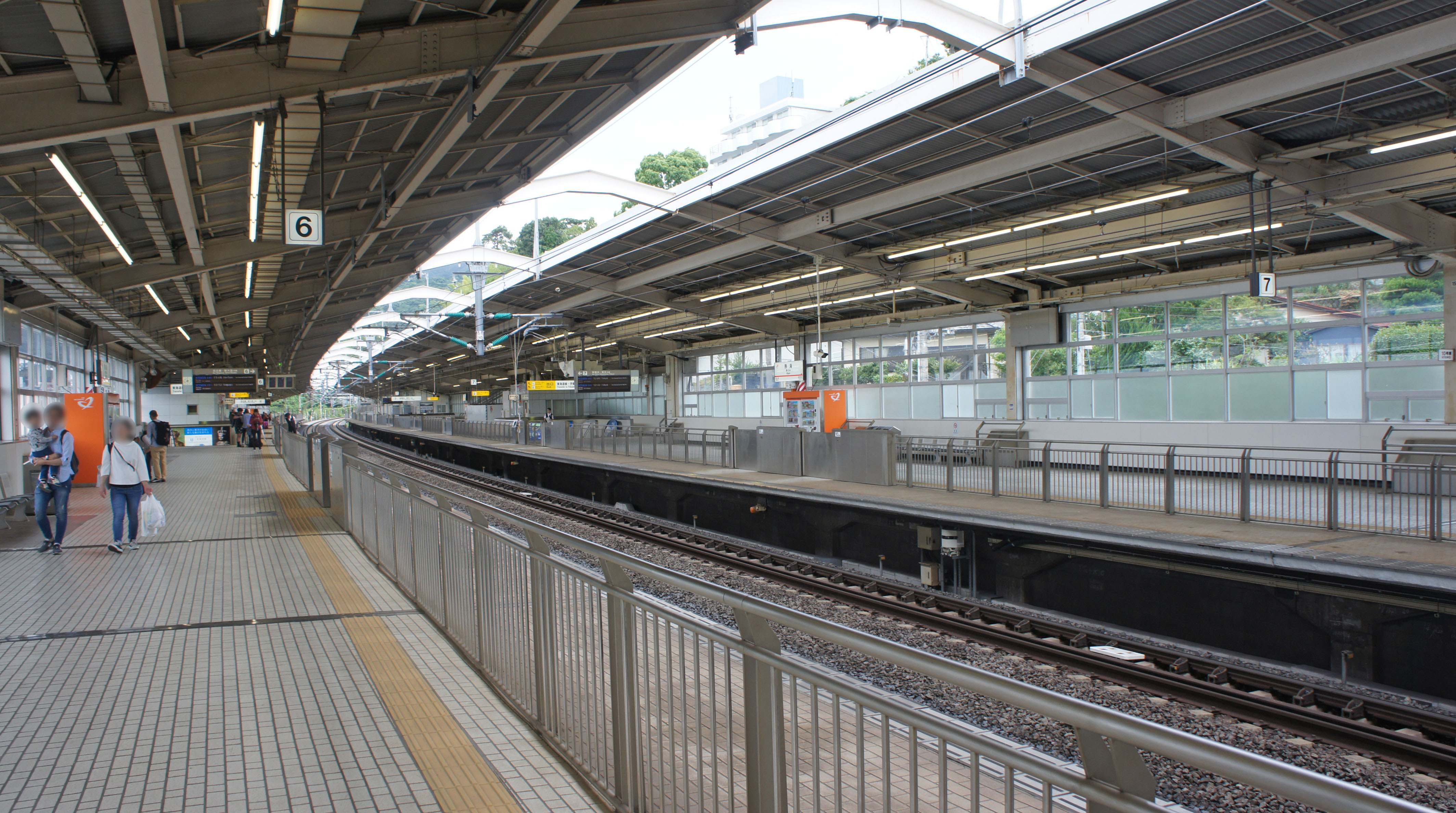
新幹線月台

| 月台           | 公司           | 路線     | 方向                                              | 目的地               | 備註                 |
| -------------- | -------------- | -------- | ------------------------------------------------- | -------------------- | -------------------- |
| 1              | 東日本旅客鐵道 | 伊東線   | 下行                                              | 伊東、伊豆急下田方向 | 本站始發的普通列車   |
| 2、3           | 東日本旅客鐵道 | 伊東線   | 下行                                              | 伊東、伊豆急下田方向 | 東海道線的特急、普通 |
| 2、3           | 東海旅客鐵道   | 東海道線 | 下行                                              | 三島、沼津、靜岡方向 | 部分列車使用4道      |
| 4、5           |                |          |                                                   |                      |                      |
| 東日本旅客鐵道 | 東海道線       | 上行     | 小田原、橫濱、品川、東京、上野方向 （上野東京線） | 部分列車使用3道      |                      |

（來源：JR東日本:車站構內圖 （页面存档备份，存于））
- 此站的在來線是JR東日本與JR東海的邊界站。公司互相直通的普通列車自2004年10月16日時刻表改正後大幅縮減，除早晚通勤時間帶與夜間以外必須在此站轉乘。轉乘時間雖短，但也要使用樓梯聯絡各月台。另外，除了一部分以此站為邊界的列車編組輛數、車門數量有極端變化（例如JR東日本東京方向的列車為4門15輛，JR東海濱松方向的列車為3門3輛），尤其東京方向開往濱松方向的列車會發生即使可以短時間內在對面月台轉乘也要由月台末端移動到月台中間的情況。

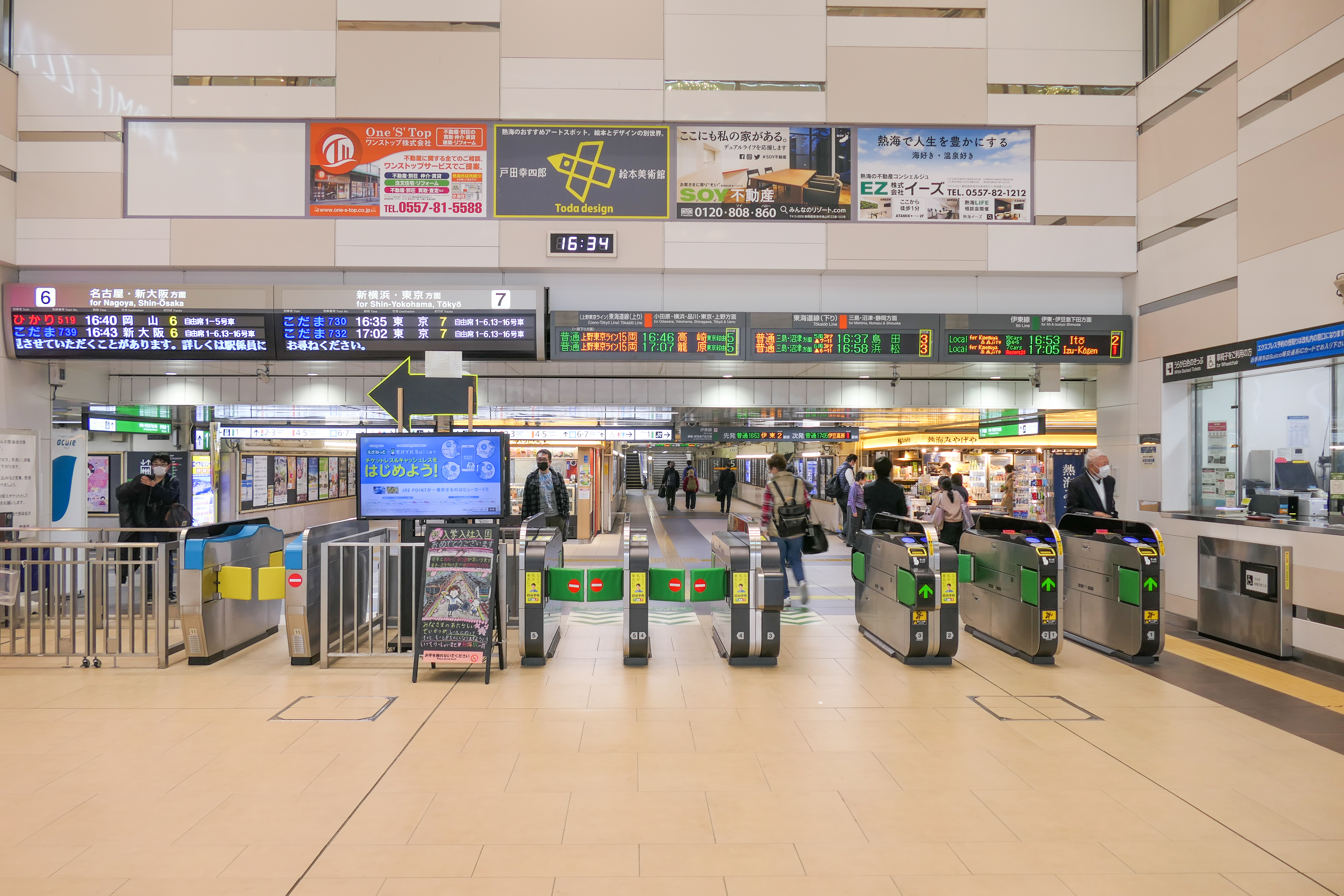
閘口，左端設有在来線TOICA區域用出閘機（藍色）
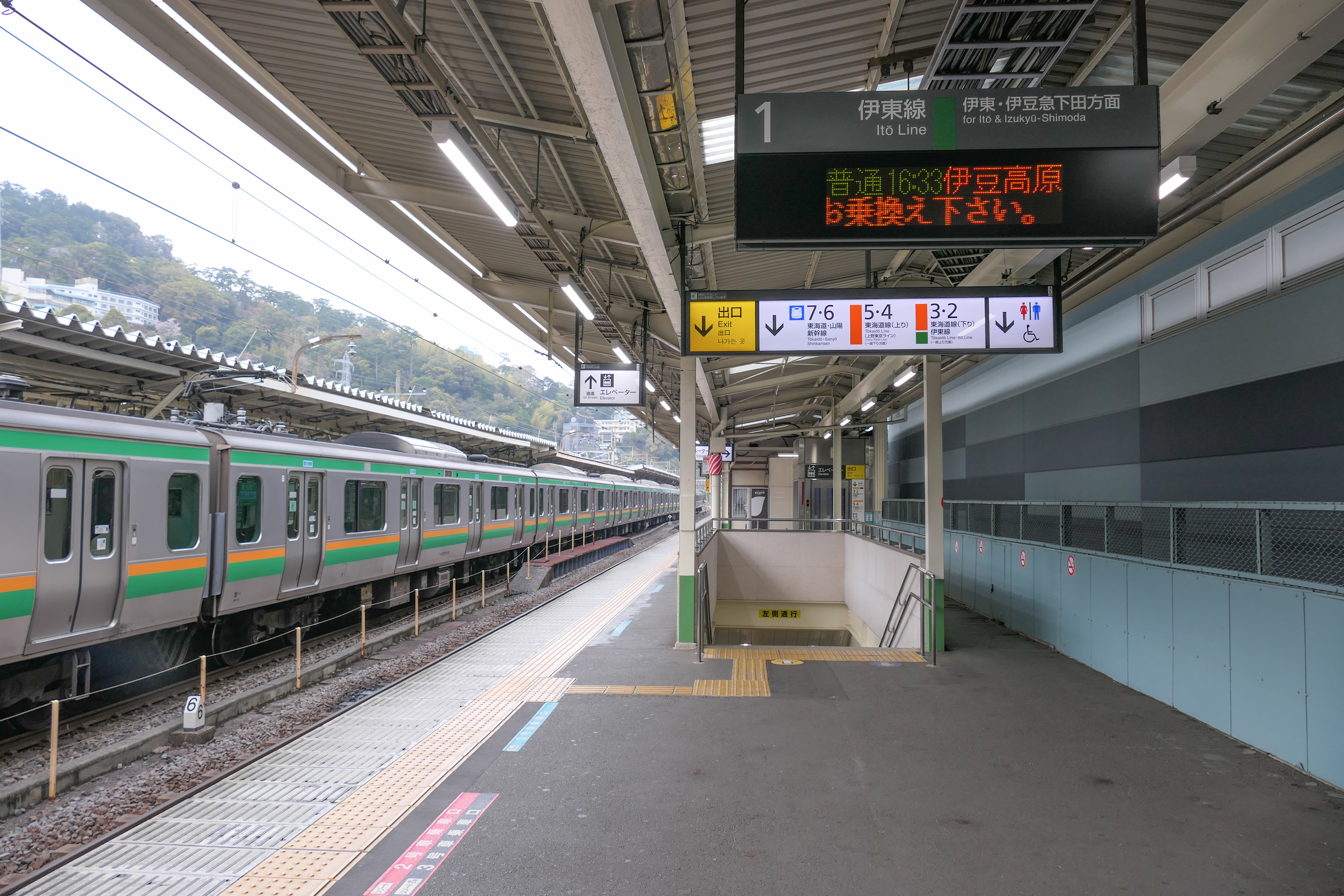
1號月台
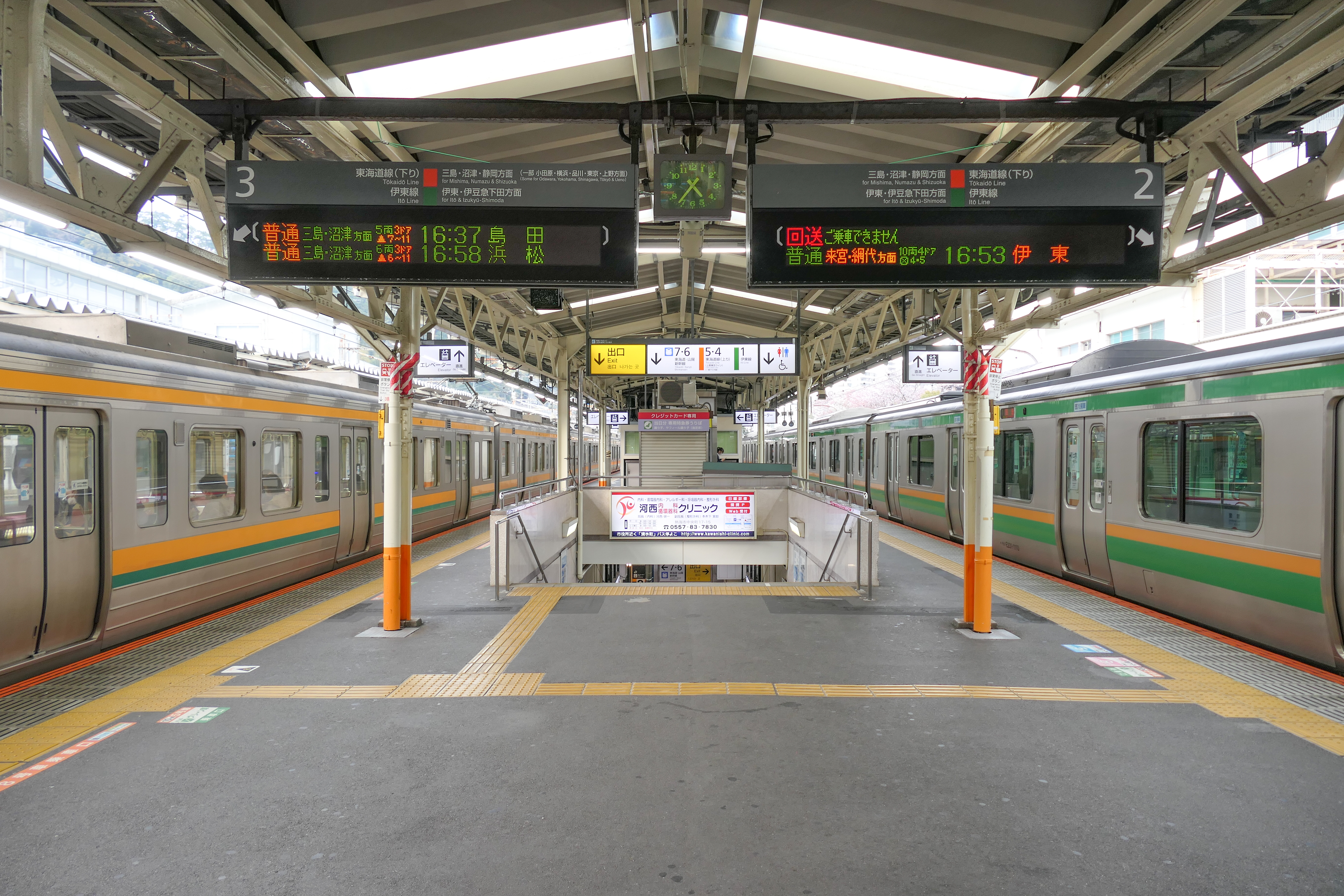
2、3號月台
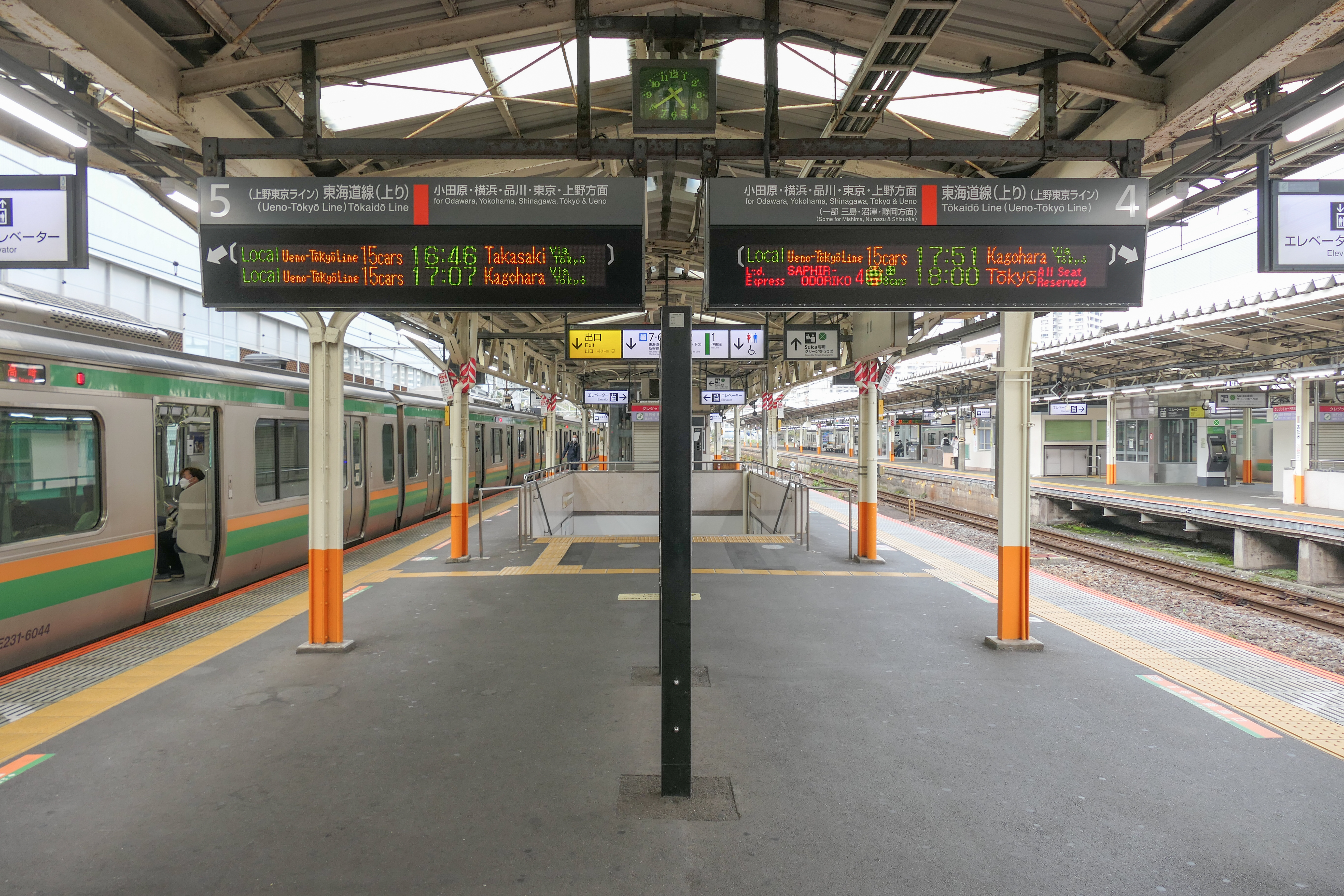
4、5號月台

### JR東海
此站是設有新幹線上下車設備但不設待避線的對向式月台2面2線構造。月台上的月台編號由南側（在來線月台側）依次為6號月台、7號月台編號。沿山地高處設置月台。當初為了確保安全性，停車列車到站之前都不能通過閘口。隨著停車列車班次增加，1974年（昭和49年）設置了日本首批月台閘門。
由於此站受空間限制無法設置待避線，此站的班次編排成為了瓶頸。在此之上，此站附近至新丹那隧道的路段內最小曲線半徑為1500公尺，是新幹線少數的急彎，受此影響「希望號列車」也只能以最高速度185公里/小時通過。此速度是東海道新幹線車站通過速度當中最慢的。
JR東日本的地下道與JR東海新幹線大堂之間設有轉乘閘口，在來線側有由JR東海營業的JR全線售票處。
由於地形限制，新幹線沒有獨立的驗票口，乘客必須通過JR東日本在來線付費區前往JR東海新幹線付費區，因此要使用JR東海乘車券及服務的乘客須在JR東日本驗票口取得「熱海站區內通過票」再前往JR東海的JR全線售票處。要使用EX-IC卡與PLUS EX卡的乘車時，需先使用Suica等都市圈IC卡乘車券感應JR東日本自動驗票閘門進站，再使用都市圈IC卡，與EX-IC卡或PLUS EX卡雙重感應新幹線自動驗票閘門後進入新幹線付費區。

#### 月台配置
| 月台 | 路線         | 方向 | 目的地             |
| ---- | ------------ | ---- | ------------------ |
| 6    | 東海道新幹線 | 下行 | 名古屋、新大阪方向 |
| 7    | 東海道新幹線 | 上行 | 新橫濱、東京方向   |

（來源：JR東海:車站構內圖 （页面存档备份，存于））
- 新幹線轉乘閘口
- 新幹線月台

## 使用情況
根據《靜岡縣統計年鑑》，1日平均上車人次的推移如下表。
| 年度               | JR東日本 （在來線） | JR東海 （新幹線） | 來源     |
| ------------------ | ------------------- | ----------------- | -------- |
| 1993年（平成05年） | 13,225              | 6,790             | [ * 1 ]  |
| 1994年（平成06年） | 12,942              | 6,590             | [ * 2 ]  |
| 1995年（平成07年） | 12,325              | 6,460             | [ * 3 ]  |
| 1996年（平成08年） | 12,091              | 6,330             | [ * 4 ]  |
| 1997年（平成09年） | 11,485              | 5,980             | [ * 5 ]  |
| 1998年（平成10年） | 11,080              | 5,510             | [ * 6 ]  |
| 1999年（平成11年） | 10,539              | 5,220             | [ * 7 ]  |
| 2000年（平成12年） | 10,181              | 5,000             | [ * 8 ]  |
| 2001年（平成13年） | 10,066              | 4,929             | [ * 9 ]  |
| 2002年（平成14年） | 9,606               | 4,722             | [ * 10 ] |
| 2003年（平成15年） | 9,498               | 4,794             | [ * 11 ] |
| 2004年（平成16年） | 9,486               | 4,762             | [ * 12 ] |
| 2005年（平成17年） | 9,592               | 4,915             | [ * 13 ] |
| 2006年（平成18年） | 9,607               | 5,000             | [ * 14 ] |
| 2007年（平成19年） | 9,657               | 5,001             | [ * 15 ] |
| 2008年（平成20年） | 9,905               | 4,906             | [ * 16 ] |
| 2009年（平成21年） | 9,670               | 4,481             | [ * 17 ] |
| 2010年（平成22年） | 9,272               | 4,346             | [ * 18 ] |
| 2011年（平成23年） | 8,871               | 4,203             | [ * 19 ] |
| 2012年（平成24年） | 9,239               | 4,260             | [ * 20 ] |
| 2013年（平成25年） | 9,499               | 4,423             | [ * 21 ] |
| 2014年（平成26年） | 9,583               | 4,452             | [ * 22 ] |
| 2015年（平成27年） | 9,842               | 4,543             | [ * 23 ] |
| 2016年（平成28年） | 10,057              | 4,583             | [ * 24 ] |
| 2017年（平成29年） | 10,635              | 4,805             | [ * 25 ] |
| 2018年（平成30年） | 10,753              | 4,825             | [ * 26 ] |
| 2019年（令和元年） | 10,820              |                   |          |

## 車站周邊

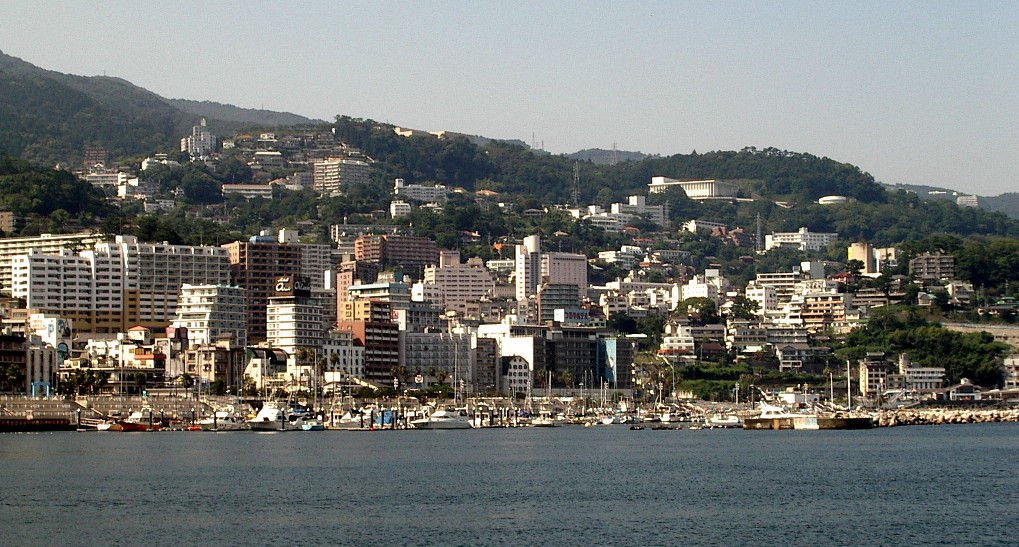
熱海溫泉（2004年）

車站位於國際觀光文化都市熱海市主要市區的北側，站前有多間熱海溫泉飯店、旅館、土產店。
站前廣場有足湯「家康之湯 （页面存档备份，存于）」，站前商店街前有熱海輕便鐵道的7號蒸汽機車。
- 熱海第一大樓（日语：熱海第一ビル） - 計畫中止的未成線熱海單軌（日语：熱海モノレール）車站預定地在地下3樓。
- 熱海簡易裁判所
- 靜岡家庭裁判所（日语：静岡家庭裁判所）熱海出張所
- 熱海區檢察廳
- 熱海站前郵局
- 熱海陽光海灘（日语：熱海サンビーチ）
- 御宮之松（日语：お宮の松）
- 國際醫療福祉大學熱海醫院（日语：国際医療福祉大学熱海病院）
- MOA美術館
- 熱海城
- 東橫INN熱海站前

※熱海市役所與熱海稅務署的最近車站是鄰站伊東線來宮站。

## 巴士路線
路線巴士由東海巴士熱海營業所、伊豆箱根巴士三島營業所運行。
| 乘車處 | 乘車處 | 系統         | 主要行經地                                                  | 目的地         | 運行公司              | 備註                                                                            |
| ------ | ------ | ------------ | ----------------------------------------------------------- | -------------- | --------------------- | ------------------------------------------------------------------------------- |
| 熱海站 | 0      | 湯～遊～巴士 | 御宮之松、陽光海灘、Marine Spa熱海、熱海城、赤尾香草&玫瑰園 | 熱海站         | 東海巴士              |                                                                                 |
| 熱海站 | 1      | 熱11         | 御宮之松、來宮站、梅園                                      | 相之原團地     | 伊豆箱根巴士          |                                                                                 |
| 熱海站 | 1      | 熱15         | 御宮之松、來宮站、梅園、平井                                | 大場站前       | 伊豆箱根巴士          | 傍晚2班                                                                         |
| 熱海站 | 1      | 熱14         | 御宮之松、起雲閣、清水町（起雲閣清水町循環）                | 熱海站         | 伊豆箱根巴士          |                                                                                 |
| 熱海站 | 2      | 熱22         | 御宮之松、來宮神社前、笹良台團地上（笹良台循環）            | 熱海站         | 伊豆箱根巴士          | 白天經起雲閣、清水町（熱22），部分班次至小學校前（熱23）                        |
| 熱海站 | 2      | AT52         | 御宮之松、來宮神社前、十國峠登山口                          | 元箱根、箱根園 | 伊豆箱根巴士          | 除部分外行經起雲閣、清水町，週六日至箱根關所跡。 部分班次經富士箱根樂園（AT53） |
| 熱海站 | 2      | AT57         | 御宮之松、來宮神社前                                        | 十國峠登山口   | 伊豆箱根巴士          |                                                                                 |
| 熱海站 | 3      | A31          | 御宮之松、銀座、清水町、天神町                              | 雲雀丘         | 東海巴士              | 部分班次至紅葉丘（A35）                                                         |
| 熱海站 | 3      | A37          | 御宮之松、銀座、清水町、天神町                              | 上之山         | 東海巴士              |                                                                                 |
| 熱海站 | 3      | A32          | 咲見町、清水町、天神町                                      | 雲雀丘         | 東海巴士              | 部分至紅葉丘（A36）                                                             |
| 熱海站 | 3      | A38          | 咲見町、清水町、天神町                                      | 上之山         | 東海巴士              |                                                                                 |
| 熱海站 | 4      | A41          | 伊豆山神社、七尾團地、七尾原（七尾原循環）                  | 熱海站         | 東海巴士              | 部分班次至七尾團地（A43）                                                       |
| 熱海站 | 4      | A48          | 伊豆山神社、逢初橋（伊豆山循環、伊豆山神社方向）            | 熱海站         | 東海巴士              | 從熱海站直通紅葉丘方向                                                          |
| 熱海站 | 4      | A47          | 逢初橋、伊豆山神社（伊豆山循環、逢初橋方向）                | 熱海站         | 東海巴士              |                                                                                 |
| 熱海站 | 5      | A51          | 逢初橋、伊豆山                                              | 湯河原站       | 東海巴士              | 部分至伊豆山（A52）                                                             |
| 熱海站 | 6      | A61          | 御宮之松、赤尾香草&玫瑰園、網代旭町                         | 弘法滝藤哲     | 東海巴士              | 除部分班次外止於網代旭町（A63、A64）。部分班次至網代車庫（A65、A66）            |
| 熱海站 | 6      | A62          | 咲見町、赤尾香草&玫瑰園、網代旭町                           | 弘法滝藤哲     | 東海巴士              | 除部分班次外止於網代旭町（A63、A64）。部分班次至網代車庫（A65、A66）            |
| 熱海站 | 6      | A68          | 咲見町、清水町、天神町                                      | 櫻丘           | 東海巴士              |                                                                                 |
| 熱海站 | 6      |              |                                                             | 自然鄉         | 東海巴士              | 相關人士專用、週三停駛                                                          |
| 熱海站 | 7      | A71          | 御宮之松、Marine Spa熱海、熱海港                            | 熱海後樂園     | 東海巴士 伊豆箱根巴士 | 共同運行                                                                        |
| 熱海站 | 8      | A81          |                                                             | MOA美術館      | 東海巴士              | 早晨2班                                                                         |

## 相鄰車站
東日本旅客鐵道
東海道線
- 特急「踊子號」「Saphir踊子號」、寢台特急「日出瀨戶號」「日出出雲號」停車站

■普通
湯河原（JT 20）－熱海（JT 21）
伊東線
- 特急「踊子號」「Saphir踊子號」停車站

熱海（JT 21）－來宮（JT 22）
東海旅客鐵道
東海道新幹線
小田原－熱海－三島
 東海道本線
- 特急「踊子號」、寝台特急「日出瀨戶號」「日出出雲號」停靠站

■普通
熱海（CA00）－函南（CA01）

### 來源
1. ↑  『停車場変遷大事典 国鉄・JR編』JTB 1998年
2. ↑  fbox１２　blog （博物館fbox１２ 館長の雑記帳）「041 熱海駅 (JR東日本/JR東海）」 （页面存档备份，存于）（2017年4月9日閲覧）
3. ↑  穂積一樹(2016)『（改訂版）一般用特別補充券発行記入例（旅客鉄道会社編）平成28年3月26日現行』、チケットショップ弁天屋。
4. ↑  日本国有鉄道旅客局(1984)『鉄道・航路旅客運賃・料金算出表 昭和59年４月20日現行』。
5. ↑  東海道新幹線のホームドア　その早さも日本一 （页面存档备份，存于） 乗り物ニュース 2019年3月18日閲覧
6. ↑  '07／05／17 熱海駅にサテライトスタジオ開設（2011年7月8日時点のアーカイブ）
7. ↑  . 熱海まち歩きガイドの会. 2014-12-26  [2017-06-02]. （原始内容存档于2018-08-12）.
8. ↑  .   [2021-03-21]. （原始内容存档于2020-09-20）.
9. ↑  .   [2021-03-21]. （原始内容存档于2020-09-20）.
10. ↑   (PDF). 東日本旅客鉄道株式会社  横浜支社. 2024-12-23  [2025-05-02]. （原始内容存档 (PDF)于2025-05-02） （日语）.
11. ↑  . 東洋経済新報社. 2025-03-21  [2025-05-02]. （原始内容存档于2025-03-23） （日语）.
12. ↑  . 熱海経済新聞. 2025-03-25  [2025-05-02]. （原始内容存档于2025-05-02） （日语）.
13. ↑  . 読売新聞社. 2025-03-29  [2025-05-02]. （原始内容存档于2025-03-29） （日语）.
14. ↑  恵知仁（鉄道ライター）. . 乗りものニュース. 2014-12-04  [2018-05-20]. （原始内容存档于2020-11-28）. 全2頁構成（→2頁目）
15. ↑  . NEWSポストセブン. 2016-09-11  [2018-05-20]. （原始内容存档于2019-04-15）. 全3頁構成（→2頁目・3頁目）
16. ↑  . ZUU online. 2016-01-23  [2018-05-20]. （原始内容存档于2020-12-01）.
17. ↑  今尾恵介（日本地図センター客員研究員、地図研究家）.  (PDF). 東京マガジンバンク（都立多摩図書館）. 東京都立図書館: 2. 2014-12-07  [2016-02-18]. （原始内容 (PDF)存档于2016-02-18）. 標記講演会の当日現場レポートはこちら。《→アーカイブ（スライド資料PDF・当日現場レポート）》
18. ↑  赤野克利. . 乗りものニュース (（株）メディア・ヴァーグ). 2014-08-23  [2016-02-17]. 原始内容存档于2016-02-18. 全2頁中2頁目。1頁目はこちら《→アーカイブ（・）》
19. ↑  . expy.jp.   [2018-09-22]. （原始内容存档于2020-07-18） （日语）.
20. ↑  . スマートEX.   [2020-04-24]. （原始内容存档于2019-03-31） （日语）.

#### 報導
1. 1 2   (PDF) (新闻稿). 東日本旅客鉄道／東海旅客鉄道／西日本旅客鉄道. 2021-01-19  [2021-01-19]. （原始内容 (PDF)存档于2021-01-19） （日语）.
2. 1 2   (PDF) (新闻稿). 東日本旅客鉄道／東海旅客鉄道／西日本旅客鉄道. 2019-09-20  [2019-09-21]. （原始内容 (PDF)存档于2019-09-21） （日语）.
3. ↑   (新闻稿). 東海旅客鉄道. 2010-12-21  [2020-05-23]. （原始内容存档于2020-05-23）.
4. ↑   (PDF). 東日本旅客鉄道.   [2020-05-23]. （原始内容 (PDF)存档于2019-07-27） （日语）.
5. ↑   (PDF) (新闻稿). 東日本旅客鉄道. 2004-08-23  [2020-05-23]. （原始内容 (PDF)存档于2019-07-09） （日语）.
6. ↑   (PDF) (新闻稿). 東日本旅客鉄道横浜支社／湘南ステーションビル. 2016-07-26  [2020-05-23]. （原始内容 (PDF)存档于2016-08-04）.

#### 新聞
1. ↑  . 静岡新聞. 2014-08-30  [2015-08-18]. （原始内容存档于2014-09-01）.

### 統計資料
1. ↑  .   [2019-01-05]. （原始内容存档于2019-06-02）.
2. ↑  熱海市統計書 （页面存档备份，存于） - 熱海市

JR東日本2000年度以後的上車人次
1. ↑  各駅の乗車人員（2000年度） （页面存档备份，存于） - JR東日本
2. ↑  各駅の乗車人員（2001年度） （页面存档备份，存于） - JR東日本
3. ↑  各駅の乗車人員（2002年度） （页面存档备份，存于） - JR東日本
4. ↑  各駅の乗車人員（2003年度） （页面存档备份，存于） - JR東日本
5. ↑  各駅の乗車人員（2004年度） （页面存档备份，存于） - JR東日本
6. ↑  各駅の乗車人員（2005年度） （页面存档备份，存于） - JR東日本
7. ↑  各駅の乗車人員（2006年度） （页面存档备份，存于） - JR東日本
8. ↑  各駅の乗車人員（2007年度） （页面存档备份，存于） - JR東日本
9. ↑  各駅の乗車人員（2008年度） （页面存档备份，存于） - JR東日本
10. ↑  各駅の乗車人員（2009年度） （页面存档备份，存于） - JR東日本
11. ↑  各駅の乗車人員（2010年度） （页面存档备份，存于） - JR東日本
12. ↑  各駅の乗車人員（2011年度） （页面存档备份，存于） - JR東日本
13. ↑  各駅の乗車人員（2012年度） （页面存档备份，存于） - JR東日本
14. ↑  各駅の乗車人員（2013年度） （页面存档备份，存于） - JR東日本
15. ↑  各駅の乗車人員（2014年度） （页面存档备份，存于） - JR東日本
16. ↑  各駅の乗車人員（2015年度） （页面存档备份，存于） - JR東日本
17. ↑  各駅の乗車人員（2016年度） （页面存档备份，存于） - JR東日本
18. ↑  各駅の乗車人員（2017年度） （页面存档备份，存于） - JR東日本
19. ↑  各駅の乗車人員（2018年度） （页面存档备份，存于） - JR東日本
20. ↑  各駅の乗車人員（2019年度） （页面存档备份，存于） - JR東日本

靜岡縣統計年鑑
1. ↑  静岡県統計年鑑1993（平成5年）PDF
2. ↑  静岡県統計年鑑1994（平成6年）PDF
3. ↑  静岡県統計年鑑1995（平成7年）PDF
4. ↑  静岡県統計年鑑1996（平成8年）PDF
5. ↑  静岡県統計年鑑1997（平成9年）PDF
6. ↑  静岡県統計年鑑1998（平成10年）PDF
7. ↑  静岡県統計年鑑1999（平成11年）PDF
8. ↑  静岡県統計年鑑2000（平成12年）PDF
9. ↑  静岡県統計年鑑2001（平成13年）PDF
10. ↑  静岡県統計年鑑2002（平成14年）PDF
11. ↑  静岡県統計年鑑2003（平成15年）PDF
12. ↑  静岡県統計年鑑2004（平成16年）PDF
13. ↑  静岡県統計年鑑2005（平成17年）PDF
14. ↑  静岡県統計年鑑2006（平成18年）PDF
15. ↑  静岡県統計年鑑2007（平成19年）PDF
16. ↑  静岡県統計年鑑2008（平成20年）PDF
17. ↑  静岡県統計年鑑2009（平成21年）PDF
18. ↑  静岡県統計年鑑2010（平成22年）PDF
19. ↑  静岡県統計年鑑2011（平成23年）PDF
20. ↑  静岡県統計年鑑2012（平成24年）PDF
21. ↑  静岡県統計年鑑2013（平成25年）PDF
22. ↑  静岡県統計年鑑2014（平成26年）PDF
23. ↑  静岡県統計年鑑2015（平成27年）PDF
24. ↑  静岡県統計年鑑2016（平成28年）PDF
25. ↑  静岡県統計年鑑2017（平成29年）PDF
26. ↑  静岡県統計年鑑2018（平成30年）PDF

## 外部連結
- 車站資訊（熱海）：東日本旅客鐵道
- 熱海 - 東海旅客鐵道

35°6′13″N 139°4′38″E / 35.10361°N 139.07722°E